# Windows Live Family Safety Filter
Windows Live Family Safety Filter è un programma appartenente alla suite Windows Live Essentials di Microsoft, il cui scopo è quello di monitorare e regolare la navigazione ad Internet su un computer. Viene utilizzato come programma di parental control dai genitori per proteggere i figli dalle minacce riscontrabili durante la navigazione in Internet, come la visualizzazione di materiale pornografico e pedopornografico o relativo a droghe, fumo e alcool, armi, gioco d'azzardo. Windows Live Family Safety Filter è diviso in due moduli:
Il modulo accessibile online, al sito web http://fss.live.com/ , richiede un Windows Live ID e permette di configurare il parental control online, nonché di visualizzare i tabulati sulle attività svolte in rete dal computer protetto.
Il modulo installabile nel computer: permette di controllare la navigazione in Internet e di registrare le attività in rete, sulla base delle impostazioni configurate nell'interfaccia online. Viene quindi richiesto l'inserimento del Windows Live ID utilizzato per la configurazione. Il programma non divulga la password dell'ID all'utilizzatore del computer. L'inserimento dell'ID nel programma è necessario per scaricare le impostazioni aggiornate, nel caso queste vengano modificate, e per registrare le attività in rete compiute attraverso il computer nel quale il programma è installato.

## Storia
Il programma si chiamava, all'origine, OneCare Family Safety. Una volta che Microsoft ha ritirato dal commercio la suite di sicurezza OneCare, sostituendola con Microsoft Security Essentials, il programma ha mutato nome in Windows Live Family Safety Filter. Attualmente il programma è parte della suite Windows Live Essentials.

## Funzionalità
Controllo remoto del parental control attraverso il Windows Live ID.
Impostazione dei criteri di blocco dei contenuti web, sia per mezzo di settaggi preimpostati, sia per mezzo di impostazioni manuali.
Registri di monitoraggio della navigazione in Internet.
Possibilità di interfacciare il programma con l'utility "Controllo Genitori" presente a partire da Windows Vista, sfruttando anche i limiti di orario e le restrizioni sull'utilizzo dei programmi.